# Granos de mostaza
Los granos de mostaza son pequeñas semillas redondas de diversas plantas de mostaza, típicamente de 1 o 2 mm de diámetro. Su color va del blanco amarillento al negro, y son especias importantes en muchas cocinas regionales. Proceden de tres plantas diferentes: la mostaza negra (Brassica nigra), la mostaza marrón india (Brassica juncea) y la mostaza blanca (B. hirta/Sinapis alba).

## Historia
La primera referencia a la mostaza en la India está en la historia contada por Buda en el siglo V a. C. sobre una afligida madre (Kisa Gotami) y los granos de mostaza. Cuando una madre pierde a su único hijo, lleva su cuerpo a Buda para encontrar remedio. Éste le pide que traiga un puñado de granos de mostaza de una familia que nunca haya perdido a un hijo, marido, padre o amigo. Cuando la madre es incapaz de hallar a una familia así en su pueblo, advierte que la muerte es común a todos, y que no puede ser egoísta en su pena.
Los franceses han empleado granos de mostaza como especia desde el 800 d. C., y estuvieron entre las especias llevadas por los exploradores españoles del siglo XV.

## Uso regional
El kadugu (tamil: கடுகு), aavakaaya (telugú: ఆవకాయ) o sasive (canarés: ಸಾಸಿವೆ) es un tipo de encurtido indio consistente principalmente en mango, guindilla en polvo y aavaa pindi (granos de mostaza en polvo) curados en aceite de mostaza. Es popular en el sur de la India, procediendo de Andhra Pradesh.
Los granos de mostaza se usan como especia en el norte de la India y Nepal, siendo habitual tostarlos hasta que explotan. También se plantan para obtener saag (brotes), que se saltean y se emplean como verdura en el sarson ka saag.

## Cultivo
Los granos de mostaza suelen necesitar de tres a diez días para germinar en condiciones propicias, lo que incluyen una atmósfera fría y un suelo relativamente húmedo. También cabe la posibilidad de germinar semillas de mostaza para su consumo directo en forma de brotes, de los cuales se obtienen muchos nutrientes y beneficios para la salud. De las plantas maduras de mostaza crecen en arbustos.
La mostaza crece bien en regiones templadas. Los principales productores de granos de mostaza son Canadá (90%), Hungría, Reino Unido, India, Pakistán y Estados Unidos. La mostaza marrón y negra da más fruto que la amarilla.
Las semillas de colza y mostaza son una fuente rica de aceite y proteína: su contenido graso alcanza el 46–48%, y la semilla integral molida tiene un 43,6% de proteína.

## Producción mundial
| Principales productores de granos de mostaza (2018) (toneladas) | Principales productores de granos de mostaza (2018) (toneladas) |
| --------------------------------------------------------------- | --------------------------------------------------------------- |
| Nepal                                                           | 182.917                                                         |
| Canadá                                                          | 173.600                                                         |
| Rusia                                                           | 123.507                                                         |
| Birmania                                                        | 46.581                                                          |
| Kazajistán                                                      | 45.694                                                          |
| Ucrania                                                         | 33.340                                                          |
| Estados Unidos                                                  | 33.150                                                          |
| China                                                           | 18.582                                                          |
| Francia                                                         | 16.708                                                          |
| República Checa                                                 | 11.639                                                          |

Fuente